# Banjarmasin
Banjarmasin (ejtsd: Bandzsarmaszin) város Indonéziában, a Barito és Martapura folyók torkolatában, Borneó déli partján. Lakossága 625 ezer fő volt 2010-ben. 
Jelentős mélytengeri kikötő, ahol gumit, kőolajtermékeket, fát, szént, aranyat, borsot raknak hajókra. Közelében olajfinomítók és szénbányák vannak. 
A várost rendszeresen árvizek árasztják el. Az évi csapadékmennyiség kb. 2400–2600 mm.

## Éghajlata

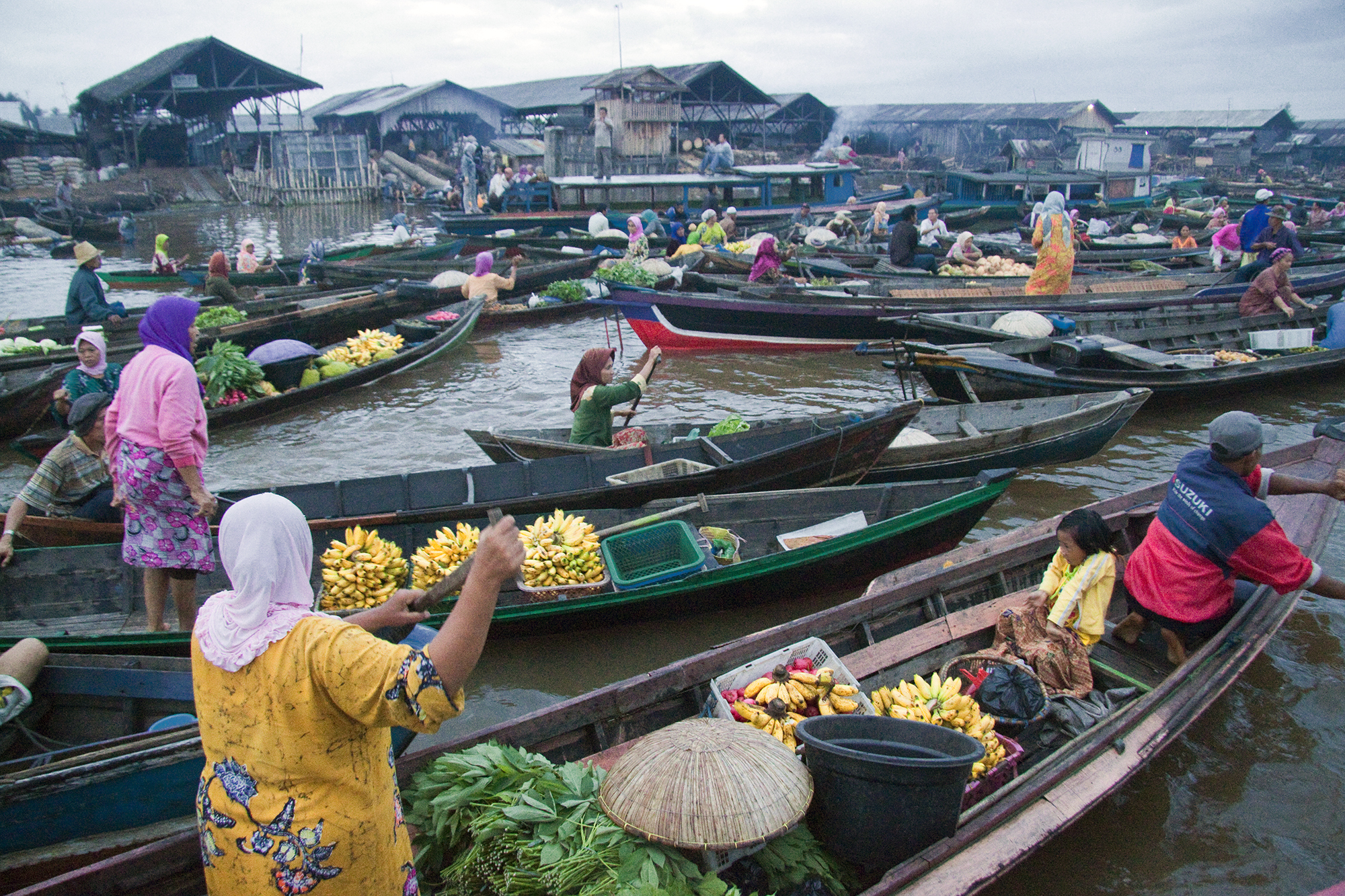
Pasar Terapung (Muara Kuin) úszó piac

| Hónap                         | Jan. | Feb. | Már. | Ápr. | Máj. | Jún. | Júl. | Aug. | Szep. | Okt. | Nov. | Dec. | Év   |
| ----------------------------- | ---- | ---- | ---- | ---- | ---- | ---- | ---- | ---- | ----- | ---- | ---- | ---- | ---- |
| Átlagos max. hőmérséklet (°C) | 29,2 | 30,0 | 30,3 | 31,1 | 31,1 | 30,9 | 31,5 | 32,3 | 32,6  | 32,2 | 31,1 | 30,2 | 31,0 |
| Átlagos min. hőmérséklet (°C) | 22,2 | 22,6 | 22,6 | 22,9 | 22,8 | 22,0 | 21,9 | 22,1 | 22,3  | 22,3 | 22,5 | 22,7 | 22,4 |
| Átl. csapadékmennyiség (mm)   | 327  | 302  | 300  | 220  | 168  | 141  | 98   | 86   | 103   | 133  | 226  | 311  | 2415 |
| Forrás:                       |      |      |      |      |      |      |      |      |       |      |      |      |      |

## Fordítás
Ez a szócikk részben vagy egészben  a   Banjarmasin című angol Wikipédia-szócikk fordításán alapul.  Az eredeti cikk szerkesztőit annak laptörténete sorolja fel. Ez a jelzés csupán a megfogalmazás eredetét és a szerzői jogokat jelzi, nem szolgál a cikkben szereplő információk forrásmegjelöléseként.
Ez a szócikk részben vagy egészben  a   Banjarmasin című német Wikipédia-szócikk fordításán alapul.  Az eredeti cikk szerkesztőit annak laptörténete sorolja fel. Ez a jelzés csupán a megfogalmazás eredetét és a szerzői jogokat jelzi, nem szolgál a cikkben szereplő információk forrásmegjelöléseként.